# Rakeysh Omprakash Mehra
Rakeysh Omprakash Mehra (राकेश ओमप्रकाश मेहरा, nascut el 7 de juliol de 1963) és un director de cinema indi, actor ocasional i guionista. És més conegut per escriure i dirigir el drama Rang De Basanti (2006) i la pel·lícula esportiva biogràfica Bhaag Milkha Bhaag (2013), guanyant dos Premi Filmfare al millor director. També va escriure i dirigir el thriller d'acció sobrenatural Aks (2001) i el drama Delhi-6 (2009).

## Primers anys
Va néixer el 7 de juliol de 1963 a Delhi. El seu pare treballava a The Claridges Delhi. Va formar part del camp de selecció com a nedador als Jocs Asiàtics de 1982 celebrats a Nova Delhi però no va ser seleccionat a la ronda final. Va estudiar a l'Air Force Bal Bharati School a Delhi.

## Vida personal i pensaments
El 1992, Mehra es va casar amb l'editor de cinema, P. S. Bharathi. La parella té una filla, Bhairavi, i un fill anomenat Vedant.
Mehra va criticar la política del banc de vots darrere de la introducció de la Comissió Mandal pel vicepresident Singh, i va dir que el va inspirar a escriure el guió de Rang De Basanti.
Mehra ha criticat que el sistema educatiu de l'Índia està massa impulsat per les notes, sense posar èmfasi en els assoliments reals. Ridiculitzant el sistema, va dir: "Havíem començat a treballar el "96.7", fins que em vaig adonar que s'havia tornat redundant, i hauria de treballar en un tema anomenat 100%. Es tractava del sistema educatiu. Potser ho aconseguiré. una vegada que entenc tot el sistema... potser les meves opinions estan molt desajustades ara mateix, però les llavors s'han sembrat". A més, va afegir: "Imagineu-vos si Shakespeare va a DU (Universitat de Delhi) i hi digués:" No us podem portar basant-nos en històries que heu escrit, ja que el vostre full de notes no és genial". O si un Leonardo, o Rabindranath Tagore hi va i escriu una cosa que es diu "Gitanjali" i li diuen: "Senyor Tagore, és bo escriure coses com ara "Where the head is held high", però on és el vostre full de notes?"

## Carrera

### Pel·lícules publicitàries
Mehra va començar venent aspiradores per a Eureka Forbes. El 1986, va establir Flicks Motion Picture Company Private Limited, començant la seva carrera com a realitzador de cinema publicitari. Va dirigir nombrosos anuncis de televisió per a clients de l'Índia i internacionals, incloent Coca-Cola, Pepsi, Toyota, American Express i BPL. També ha dirigit vídeos musicals com Aby Baby protagonitzat per Amitabh Bachchan.

### Pel·lícules

#### Debut com a director i avenç (2001–2006)
Aleshores, Mehra va passar gradualment de ser un cineasta publicitari a ser un realitzador de llargmetratges. El 2001, va fer el seu debut com a director amb el thriller d'acció sobrenatural Aks protagonitzat per Amitabh Bachchan, Raveena Tandon i Manoj Bajpayee en papers principals. Produït per la pròpia companyia Mehra, tot i que la pel·lícula va rebre elogis de la crítica quan es va estrenar, va ser un fracàs comercial a la taquilla.
La seva següent aventura va ser el drama Rang De Basanti (2006) protagonitzat per un repartiment de Aamir Khan, Siddharth, R. Madhavan, Sharman Joshi, Atul Kulkarni, Soha Ali Khan, Kunal Kapoor i l'actriu britànica Alice Patten. La pel·lícula va seguir la història d'un estudiant de cinema britànic que viatjava a l'Índia per documentar la història de cinc lluitadors per la llibertat del Moviment revolucionari indi. Es fa amistat i selecciona cinc homes joves a la pel·lícula, cosa que els inspira a lluitar contra la corrupció del seu propi govern. Va rebre crítiques positives després del seu llançament, amb elogis per la seva credibilitat, direcció, guió, banda sonora i les actuacions del repartiment. La pel·lícula va sorgir com un èxit comercial a la taquilla, recaptant ₹97 crore (12 milions US$) a tot el món, classificant-se com la setena pel·lícula hindi més taquillera de l'any. Rang De Basanti va guanyar per Mehra el seu primer Premi Filmfare a la millor pel·lícula i el millor director, a més del National Film Award a la millor pel·lícula popular que proporciona entreteniment saludable. La pel·lícula també li va valer una nominació al BAFTA a la millor pel·lícula de parla no anglesa. També va ser escollit oficialment com a entrada oficial de l'Índia per a l'Oscar a la millor pel·lícula de parla no anglesa, però no va rebre cap nominació.

#### Fluctuacions professionals (2009-present)
La tercera aventura de Mehra va ser el drama Delhi-6 (2009) protagonitzat per un repartiment de Abhishek Bachchan, Sonam Kapoor, Aditi Rao Hydari, Rishi Kapoor, Supriya Pathak, Atul Kulkarni, Divya Dutta, Om Puri i Waheeda Rehman en els papers principals. La pel·lícula explica la història d'una NRI que arriba a l'Índia amb la seva àvia malalta i comença a descobrir les seves arrels abans de veure's embolicat en una disputa religiosa que involucra un misteriós Home mico de Delhi. Malgrat l'exageració prèvia a l'estrena, va rebre ressenyes diverses de la crítica quan es va estrenar, amb elogis per la seva banda sonora i les actuacions del repartiment, però crítiques per la seva història, guió i ritme. La pel·lícula va ser un fracàs comercial a la taquilla; però, Mehra va guanyar el Premi Nargis Dutt a la millor pel·lícula sobre integració nacional.
Aleshores, Mehra va produir el primer projecte de director de Mrighdeep Lamba, la comèdia Teen Thay Bhai (2011). La pel·lícula, que explicava la història de tres germans que continuen lluitant entre ells, va resultar un desastre crític i comercial a la taquilla.
La següent aventura de direcció de Mehra va ser el drama esportiu biogràfic Bhaag Milkha Bhaag (2013) protagonitzat per Farhan Akhtar com Milkha Singh, la llegendària velocista índia. Produïda per un consorci de diversos productors, la pel·lícula va rebre crítiques positives de la crítica després de l'estrena, i va resultar un gran èxit comercial a la taquilla, obtenint ₹201 crore (24 milions US$), classificant-se com la vuitena pel·lícula hindi més taquillera de l'any i la més taquillera de Mehra fins a la data. Bhaag Milkha Bhaag va donar a Mehra el seu segon premi Filmfare a la millor pel·lícula i millor director, a més del seu segon Premi Nacional de Cinema a la millor pel·lícula popular que ofereix entreteniment saludable.
L'última pel·lícula de Mehra és Mirzya (2016), una narració contemporània de la tràgica història d'amor de Mirza & Sahiba. Ambientada al Rajasthan, la pel·lícula va marcar el debut de dos nouvinguts, anomenats Harshvardhan Kapoor (fill de l'actor Anil Kapoor) com a Mirzya, i Saiyami Kher, néta de la veterana actriu Usha Kiran, com Sahiba. Gulzar va sorgir d'una llarga pausa per escriure el guió de la pel·lícula, i Shankar–Ehsaan–Loy va ser encarregat de la direcció musical. Publicada el 7 d'octubre de 2016, "Mirzya" va resultar ser un desastre total a la taquilla. Feta amb un pressupost de 35 crore Rs (350 milions), les seves col·leccions totals durant un període de dues setmanes van ascendir a menys de 10 crore Rs (100 milions). La pel·lícula, que s'havia planificat almenys des del 2009, es va fer durant un període de tres anys, va funcionar durant només una setmana a la majoria de cinemes, perdent gairebé totes les seves pantalles al final d'aquest període.
Mere Pyare Prime Minister (2019) va ser escrit per ell mateix i Manoj Mairta. Tot i que va rebre crítiques generalment positives, va fracassar a la taquilla.

## Filmografia
| Any  | Pel·lícula                | Director | Productor | Guionista |
| ---- | ------------------------- | -------- | --------- | --------- |
| 2001 | Aks                       | Sí       |           | Sí        |
| 2006 | Rang De Basanti           | Sí       | Sí        | Sí        |
| 2009 | Delhi-6                   | Sí       | Sí        | Sí        |
| 2011 | Teen They Bhai            |          | Sí        |           |
| 2013 | Bhaag Milkha Bhaag        | Sí       | Sí        |           |
| 2016 | Mirzya                    | Sí       | Sí        |           |
| 2018 | Fanney Khan               |          | Sí        |           |
| 2019 | Mere Pyare Prime Minister | Sí       | Sí        |           |
| 2021 | Toofaan                   | Sí       | Sí        |           |
| 2024 | Karna                     | Sí       | Sí        |           |

### Aparicions especials
| Any  | Pel·lícula         | Paper                    |
| ---- | ------------------ | ------------------------ |
| 2013 | Bhaag Milkha Bhaag | Pilot                    |
| 2017 | Dear Maya          | Ved                      |
| 2021 | Toofaan            | IBF secretary Anup Verma |

### Vídeos musicals
| Any  | Títol                            | Artista                                        | Ref.   |
| ---- | -------------------------------- | ---------------------------------------------- | ------ |
| 2013 | "Betiyaan" (Save the Girl Child) | Shankar Mahadevan, Sunidhi Chauhan, Sonu Nigam | [ 17 ] |